# Kathy Leander
Kathy Leander (* 24. Mai 1963 in Alle, Kanton Jura als Catherine Meyer ) ist eine Sängerin aus der Schweiz. 

## Leben und Wirken
Ab ihrem 13. Lebensjahr sang sie im Chor der Dorfkirche. Im Jahr 1989 zog sie nach Genf, wo sie in Nachtclubs auftrat. 1991 belegte sie einen der besten Plätze beim Countrymusikfestival in Genf. 1992 gewann sie das Europa Song Festival in Bordeaux.
Sie war Bankangestellte in Genf, als sie vom Schweizer Fernsehen ausgewählt wurde, die Schweiz beim Eurovision Song Contest 1996 zu vertreten. Ihr Lied Mon cœur l’aime (dt. ‚Mein Herz liebt ihn‘) erreichte mit 22 Punkten jedoch nur den 16. Platz bei 23 Teilnehmern.
Nach ihrem Auftritt in Oslo arbeitete sie wieder als Bankangestellte in Genf. 2000 sang Catherine Leander, wie sie sich nun nennt, ein Duett mit Enric Orlandi, nämlich den Song Weil ich zu dir gehör’. 2001 nahm sie zusammen mit dem Elsässer Sänger Alan Ségal ein Album namens Rêves à deux auf. Es war besonders im Elsass erfolgreich.
Im Jahr 2003 wurde sie Dritte in der von der TSR organisierten Talentshow Merci, on vous écrira! 
Im Februar 2006 veröffentlichte Leander ihr erstes Solo-Album namens Je m’ennuie de vous.